# Hydraena pavicula
Hydraena pavicula är en skalbaggsart som beskrevs av Perkins 1980. Hydraena pavicula ingår i släktet Hydraena och familjen vattenbrynsbaggar. Inga underarter finns listade i Catalogue of Life.